# 나나쓰카역
나나쓰카역(일본어: 七塚駅)은 일본 히로시마현 쇼바라시에 위치한 서일본 여객철도 게이비 선의 철도역이다. 단선 승강장 1면 1선의 구조를 갖춘 지상역이다.

## 역 주변
- 국영 히호쿠큐류 공원

## 역사
- 1923년 4월 25일 : 게이비 철도가 시오마치 역부터 빈고쇼바라 역까지 연장했던 때에 개업.
- 1933년 6월 1일 : 게이비 철도가 국유화되어, 국유철도 쇼바라 선의 역이 된다.
- 1936년 10월 10일 : 쇼바라 선이 산신 선으로 편입되어, 이 역도 그 소속으로 한다.
- 1937년 7월 1일 : 산신 선이 게이비 선의 일부로 되어, 이 역도 그 소속으로 한다.
- 1972년 9월 1일 : 무인화.
- 1987년 4월 1일 : 일본국유철도 분할 민영화에 의해, 서일본 여객철도가 승계.

## 인접 역
| 서일본 여객철도 게이비 선 | 서일본 여객철도 게이비 선 | 서일본 여객철도 게이비 선 |
| ------------------------- | ------------------------- | ------------------------- |
| 빈고밋카이치 니미 방면    | ■ 게이비 선               | 야마노우치 히로시마 방면  |